# مايك جيبسون (كرة سلة)
مايك جيبسون (بالإنجليزية: Mike Gibson)‏ مواليد 27 أكتوبر 1960 في كارولاينا الجنوبية، هو لاعب كرة سلة أمريكي معتزل. بدأ مسيرته الاحترافية في سنة 1982. تم اختياره من قبل فريق واشنطن ويزاردز خلال الدرافت. يبلغ طوله 6 قدم 10 بوصة (2.1 م). اعتزل اللعب في 1994. لعب مع واشنطن ويزاردز وديترويت بيستونز.

## روابط خارجية
- مايك جيبسون على موقع إن بي أي (الإنجليزية)
- مايك جيبسون على موقع سبورتس رفرنس (الإنجليزية)
- مايك جيبسون على موقع الدوري الإسباني لكرة السلة (الإسبانية)
- مايك جيبسون على موقع كرة السلة الأوروبية.كوم (الإنجليزية)
- مايك جيبسون على موقع كلية كرة السلة في سبورتس رفرنس.كوم (الإنجليزية)
- مايك جيبسون على موقع ريلجم (الإنجليزية)
- مايك جيبسون على موقع سبورتس رفرنس (الإنجليزية)